# Списък на тракийските градове и острови
Това е списък на древните селища и руини от населени места на траки на територията на днешните държави България, Гърция, Северна Македония, Румъния, Сърбия, Турция и др.
- Абдера, (Abdera, Ἄβδηρα), йонийско основаване на Дарданелите или Хелеспонт, евентуално от тракийски произход, виж също Абдер)
- Аджигьол, (Agighiol) (Adzigiol), при Тулча, Румъния
- Аигай, (Aigai, Αιγαί, на бг: Еге), (Вергина)
- Айос Потами, (Agios Potamoi, Agios Potamos) на полуостров Галиполи на Хелеспонт
- Александрово, българско село при Ловеч
- Амикос, (Amikos, Beykoz), старо тракийско селище, днес част от град Истанбул
- Аполония Понтийска, (Apollonia Pontica), Милетска колония на тракийския Черноморски бряг, днес Созопол
- Апрой, (Aproi, Aprus, Apri), при Родосто (Текирдаг) близо до Малгара, също римски град
- Атон или Света гора, планина и полуостров на Халкидики
- Атира, (Athyra, Буюк чекмедже) (византийско основание?)
- Аксиос, (Axios, Вардар) река в Македония и Тракия  (в.с.: Вардар (дем))
- Бергула, (Bergula, Arcadiopolis, Аркадиопол) (Люлебургас)
- Берое, (Beroe) (Стара Загора)
- Бизанте (Bisanthe, Rhaedestos), Родосто, (Текирдаг),  малко трак. пристанище на Мраморно море
- Бизие, (Bizye, Bizya),  Виза (град))  до Истанбул
- Бризис, (Brysis, Pınarhisar), между Едирне и Истанбул, близо до (Виза)
- Византион, (Bizantion) (Визанзия, Константинопол, Истанбул) гръцка колония на Босфора
- Галиполи, (Gallipoli, Gelibolu (Турция), Callipolis, Kallipoli), на полуостров Галиполи
- Каструм Егисус, (Castrum Aegyssus, Тулча), първо дакийско селище в Румъния (Hora-Tepé)
- Кенопурио, (Cenopurio)
- Халкидики, (Chalkidiki, Chalkidike Chalcidice), от траките населен полуостров югоизточно от Солон, след това колония на Халкида
- Датос, (Datos) първо име на бреговата част между Пангео и Струма(Strymon), по-късно през 362 пр.н.е. от Тасос основана колония Krenides, 358 пр.н.е. от Филип II наречен Филипи.
- Дорискос, (Doriskos, Trainopolis) до Фере, тракийски град (Демостен, Херодот, Ксеркс I) и равнина западно от Марица-устие.
- Дебелтус, (Debeltus, Deultum, Develtum, Debeltum, Colonia Flavia Deultemsium), виж Бургас
- Дикая, (Dicaea, Dikaia) гръцка колония между Абдера и Maroneia
- Дионисополис, (Dioniysopolis, днес [Балчик]), гръцко селище на тракийския Черноморски бряг, Добруджа
- Дронгилион, (Drongilion), тракийски град (Демостен), място неизвестно
- Друзипара, (Druzipara), при Люлебургас
- Диме, (Dyme), тракийско или гръцко основание на атиски морски съюз
- Ейон, (Eion), гръцка колония на устието на Струма, пристанище на Амфиполис
- Елаиоус, (Elaious, Elaius) на Хелеспонт, старо тракийско или гръцко основание
- Еордеа, (Eordea), местност в Югозападна Македония
- Ергинес, (Ergines, Агриани, Agrianes), Ергене река в Тракия
- Еумолпия, Филипополис, (Eumolpia, Philippopolis), (Пловдив, Pulpudeva, Thrimonzium), столица на римската провинция Тракия
- Галипсос, (Galypsos), град основан от Таситите през 2. половина на 7 век пр.н.е.
- Хераклея Синтика, (Herakleia Sintike, лат. Heraclea Sintica), вер. основан от Филип II (Македония)
- Хераион, (Heraion), руина между Текирдаг и Marmara Ereğlisi
- Исмарос, (Ismaros, Ismaron, Maroneia), вер. при Maronia, близо до Комотини в Гърция, местност на Киконите, близо до езерото Исмарида
- Истрия, (Istria), старо тракийско име на гръцката колония Олбия на устието на Дунав
- Кабиле, (Kabyle), тракийски град наблизо до Ямбол, Югозападна България при Зайчи връх
- Калопотакес, (Kalopothakes)
- Калатис, (Kallatis), (Калатис), гръцка колония на Черно море, днес Добруджа Румъния.
- Кренидес, (Krenides), (днес село Кринидес), на тракийско-македонската граница, старото име на Филипи
- Кипасис, (Kypasis), руина при Кешан
- Кипсела, (Kypsela, Ипсала),  трак. град на Марица-Устие
- Кизикос, (Kyzikos), милетийска колония на южния бряг на Мраморно море
- Lampsakos, (Lampsakos), гр. колония на Дарданелите
- Леибетра, (Leibethra, Libethra),  макед. селище на Олимп
- Лемнос, (Límnos, Lemnos), първо от траките населен остров в северно Егейско море
- Лете, (Lete), гр. колония на Халкидики
- Лизимахея, (Lysimacheia) (Agora, Kardia, Cardia)
- Магнезия, (Magnisia, Magnesia), на полуостров в Тесалия северно от Евбея
- Мадитос, (Madytos, lateinisch Madytus), на полуостров Галиполи
- Малгара, (Malkara, на перс.Malgara)
- Маронея, (Maroneia), вероятно Омировият Ismaros, между Марица и Места
- Матрай, (Matrai)
- Месамбрия, (Mesambria, гр. Menabria, бълг. Несебър), много стар тракийски град на Черно море
- Месембрия, (Mesembria), трак. град на южното крайбрежие на Тракия, на Егейско море
- Навлохос, (Navlohos, бълг. Обзор, лат. Templum Iovis), на бълг. бряг на Черно море с храм на Юпитер
- Неаполис, (Neapolis, Кавала)
- Неаполис, (Neapolis), гр. колония на Халкидики
- Никополис ад Иструм, Никополис на Нестрос, (Nicopolis ad Nestros, Nicopolis ad Istrum), Никополис на Дунав - днес с. Никюп
- Одесос, (Odessos, Варна, Varna)
- Одросай, (Odrysai, Hadrianopolis, Едирне, Одрин)
- Ескус, (Oescus, Гиген), (Oiskoston Triballon) на трак. трибали в Мизия
- Оисиме, (Oisyme), основан град от Тасийците през 7 век пр.н.е.
- Олинтос, (Olynthos) Олинт, на Халкидики
- Онокарсис, (Onokarsis), резиденция на цар Котис, мястото не е известно
- Пактия, (Pactya, Paktye), при Şarköy на Isthmos от полуостров Галиполи (Chersonesos), тук е била стената на Милтиад Младши
- Павлов (Турция), (Pehlivanköy)
- Перинтос, (Perinthos, Herakleia, Heraclia, Marmara Ereğlisi), на Мраморно море
- Перперикон, България
- Пойке, (Peuce), остров в Делтата на Дунав
- Плотинополис, (Plotinopolis) при Диметока на Марица
- Поибрене, (Poibrene), малки селища при Панагюрище на Ибр (Тополница)
- Полтимриба, (Poltimriba, Енос, Aenos), руини при Кешан на Марица-устие (гръцко селище в Тракия)
- Региум, (Rhegium)
- Русион, (Rhusion)
- Салмидесос  (Salmydessos), (Мидия (Турция)), царски град на Тините на Черноморския бряг
- Самотраки, (Samothrake), „тракийски Самос“, остров в Северно Егейско море
- Сармизегетуза, (Sarmizegetusa), дакийски главен град на цар Буребиста
- Селимбрия, (Selymbria, гр. Силиврия), пристанищен град на северния браяг на Мраморно море
- Сердика, (Serdica София),  селище на тракийското племе Серди (Сарди)
- Сестос, (Sestos), град на полуостров Галиполи, (тракийският Chersonesos)
- Севтополис, (Seuthopolis), до град Казанлък, стар трак. град, основан от Севт III
- Созополис, (Sosopolis, Созопол, Apollonia pontica),  Милетско основаване на Черно море до Hämus (Стара Планина)
- Стриме, (Stryme), град на Тасийците от 7 век пр.н.е., територия на Киконите
- Сиракелай, (Syrakelai), руини при Малкара
- Тейхос, (Teichos, Heraion), между Bisanthe и Perinthos близо до полуостров Галиполи на Мраморно море, резиденция на Одриси- царете
- Таситиска Перая, (Thasitische Peraia), първо населен от траките, през 7 век пр.н.е. колонизиран от Парийците
- Тасос, (Thasos), първо населен от траките, през 7 век пр.н.е. колонизиран от Парийците
- Терме, (Therme), трак. селище на Thermeischen Golf в Македония, на мястото от Солун
- Тиния, (Thynia), до Малък Самоков, град на Тините
- Враца, (Wraza), бълг. град, (Могиланска могила в центъра на града с царски гроб)
- Зезутера, (Zesutera), при Kermeyanköy и Малкара
- Зирмаи, (Zirmai), на Ергинес близо до устието на Марица